# Irakli Labadse
Irakli Labadse [iɾɑkʼli lɑbɑd͡zɛ] (georgisch ირაკლი ლაბაძე englisch Irakli Labadze; * 9. Juni 1981 in Tiflis) ist ein ehemaliger georgischer Tennisspieler, dessen beste Platzierung in der Weltrangliste im Einzel der 42. Platz im Juli 2004 war. Er war der erste georgische Spieler, der als Qualifikant das Achtelfinale bei den Wimbledon Championships erreichte.

## Karriere

### Jugend
Labadse hatte eine erfolgreiche Juniorenkarriere, insbesondere erreichte er 1998 das Finale das Junioreneinzel der Wimbledon Championships 1998 und verlor dort gegen den späteren Weltranglistenersten Roger Federer. Mit dem Kroaten Lovro Zovko als Spielpartner gewann er das Juniorendoppel bei den French Open 1999 mit einem Finalsieg gegen den Dänen Kristian Pless und den Belgier Olivier Rochus. 1999 das French Open-Doppel der Jungen.

### ATP Tour
Labadses erfolgreichster Auftritt bei einem Grand-Slam-Turnier war bei den Wimbledon Championships 2006, wo er im Herreneinzel das Achtelfinale erreichte. Nach Siegen gegen Alexander Peya, Gastón Gaudio und Mardy Fish unterlag er dem späteren Finalisten Rafael Nadal in drei Sätzen. Dies war Labadses letzter Auftritt im Einzel-Hauptfeld bei einem Grand-Slam-Turnier.
Sein bestes Ergebnis bei einem Masters-Turnier war das Erreichen des Halbfinals in Indian Wells 2004. Nachdem er Thierry Ascione, Carlos Moyá, Hicham Arazi, Agustín Calleri und James Blake besiegt hatte, verlor das Halbfinale er in zwei Sätzen gegen Tim Henman.
Sein letztes Turnier war der Auftritt beim Samarkand Challenger 2011, bei dem er mit dem Usbeken Denis Istomin spielte. In der ersten Runde besiegten die beiden das usbekische Duo Sanjar Fayziyev/Temur Ismoilov, das Viertelfinale ging gegen den Österreicher Gerald Melzer und den Russen Michail Wassiljew verloren.

## Erfolge
| Legende (Anzahl der Siege)                       |
| Grand Slam                                       |
| Tennis Masters Cup ATP World Tour Finals         |
| ATP Masters Series ATP World Tour Masters 1000   |
| ATP International Series Gold ATP World Tour 500 |
| ATP International Series ATP World Tour 250      |
| ATP Challenger Tour (14)                         |

| ATP-Titel nach Belag |
| Hartplatz (4)        |
| Sand (10)            |

### Einzel

#### Turniersiege

##### Challenger Tour
| Nr. | Datum          | Turnier           | Belag     | Finalgegner            | Ergebnis       |
| --- | -------------- | ----------------- | --------- | ---------------------- | -------------- |
| 1.  | Juni 2000      | Fürth             | Sand      | Daniel Elsner          | 6:4, 6:4       |
| 2.  | Mai 2001       | Birmingham        | Sand      | James Blake            | 6:2, 6:3       |
| 3.  | Juni 2001      | Bukarest          | Sand      | Emilio Benfele Álvarez | 6:4, 6:2       |
| 4.  | Februar 2002   | Brest             | Hartplatz | Paradorn Srichaphan    | 6:4, 7:5       |
| 5.  | September 2002 | Kiew (1)          | Sand      | Gorka Fraile           | 6:0, 4:6, 6:4  |
| 6.  | September 2003 | Kiew (2)          | Sand      | Petr Kralert           | 6:1, 6:2       |
| 7.  | September 2003 | Saint-Jean-de-Luz | Hartplatz | Fabrice Santoro        | 1:6, 7:64, 6:4 |
| 8.  | November 2003  | Dnipropetrowsk    | Hartplatz | Harel Levy             | 6:3, 3:6, 6:1  |
| 9.  | Juli 2005      | Biella            | Hartplatz | Carlos Berlocq         | 7:64, 6:0      |

### Doppel

#### Turniersiege

##### Challenger Tour
| Nr. | Datum         | Turnier            | Belag | Partner            | Finalgegner                   | Ergebnis          |
| --- | ------------- | ------------------ | ----- | ------------------ | ----------------------------- | ----------------- |
| 1.  | November 2000 | Quito              | Sand  | Francisco Costa    | Eric Nunez Martin Stringari   | 6:2, 7:64         |
| 2.  | November 2000 | Santiago de Chile  | Sand  | Dušan Vemić        | Juan Balcells Germán Puentes  | 6:3, 6:4          |
| 3.  | August 2003   | Mönchengladbach    | Sand  | Rogier Wassen      | Karsten Braasch Franz Stauder | 6:74, 6:2, 6:2    |
| 4.  | Juni 2005     | Reggio nell’Emilia | Sand  | Juri Schtschukin   | Francesco Aldi Tomas Tenconi  | 6:4, 6:3          |
| 5.  | August 2008   | Samarqand          | Sand  | Denis Mazukewitsch | Daniil Arsenow Vaja Uzoqov    | 7:61, 4:6, [10:3] |

#### Finalteilnahmen

##### ATP Tour
| Nr. | Datum        | Turnier              | Belag     | Partner       | Finalgegner                        | Ergebnis   |
| --- | ------------ | -------------------- | --------- | ------------- | ---------------------------------- | ---------- |
| 1.  | Juli 2001    | Warschau             | Sand      | Attila Sávolt | Paul Hanley Nathan Healey          | 6:710, 2:6 |
| 2.  | Oktober 2001 | Sankt Petersburg (1) | Hartplatz | Marat Safin   | Denis Golowanow Jewgeni Kafelnikow | 5:7, 4:6   |
| 3.  | Oktober 2002 | Sankt Petersburg (2) | Hartplatz | Marat Safin   | David Adams Jared Palmer           | 6:78, 3:6  |

### Leistungsbilanz bei den wichtigsten Turnieren
| Turnier 1            | 1999 | 2000 | 2001 | 2002 | 2003 | 2004 | 2005 | 2006 | 2007 | 2008 |
| -------------------- | ---- | ---- | ---- | ---- | ---- | ---- | ---- | ---- | ---- | ---- |
| Australian Open      | –    | –    | Q1   | 1R   | 1R   | 1R   | 1R   | –    | –    | –    |
| French Open          | –    | –    | Q2   | 2R   | 1R   | 2R   | Q2   | Q1   | –    | –    |
| Wimbledon            | Q1   | Q2   | Q2   | 2R   | 1R   | 2R   | Q2   | AF   | –    | Q1   |
| US Open              | –    | Q1   | –    | 1R   | –    | 1R   | –    | –    | –    | –    |
| Indian Wells Masters | –    | –    | –    | –    | –    | HF   | 1R   | –    | –    | –    |
| Miami Masters        | –    | –    | –    | 1R   | Q2   | 1R   | 2R   | –    | –    | –    |
| Monte Carlo Masters  | –    | –    | –    | Q1   | –    | –    | –    | –    | –    | –    |
| Hamburg Masters      | –    | –    | –    | –    | Q1   | 2R   | –    | –    | –    | –    |
| Rom Masters          | –    | –    | –    | Q1   | Q2   | 2R   | –    | –    | –    | –    |
| Madrid Masters       | n.a. | n.a. | n.a. | –    | –    | 1R   | –    | –    | –    | –    |
| Kanada Masters       | –    | –    | –    | –    | –    | 1R   | –    | –    | –    | –    |
| Cincinnati Masters   | –    | –    | –    | –    | –    | 1R   | –    | –    | –    | –    |
| Paris Masters        | –    | –    | –    | –    | Q1   | –    | –    | –    | –    | –    |